# Тисано (Удине)
Тисано је насеље у Италији у округу Удине, региону Фурланија-Јулијска крајина.
Према процени из 2011. у насељу је живело 453 становника. Насеље се налази на надморској висини од 47 м.